# 莱西莱特
莱西莱特（法語：Les Islettes，法語發音：[le.z‿ilɛt]）是法国默兹省的一个市镇，属于凡尔登区。

## 地理
莱西莱特（49°6'38"N, 5°0'12"E）面积5.55 平方千米，位于法国大東部大區默兹省，该省份为法国西北部内陆省份，北与比利时接壤，西接马恩省和阿登省，南至上马恩省和孚日省，东临默尔特-摩泽尔省。
与莱西莱特接壤的市镇（或旧市镇、城区）包括：聖默努、阿戈讷地区克莱蒙、菲托、勒讷富尔。

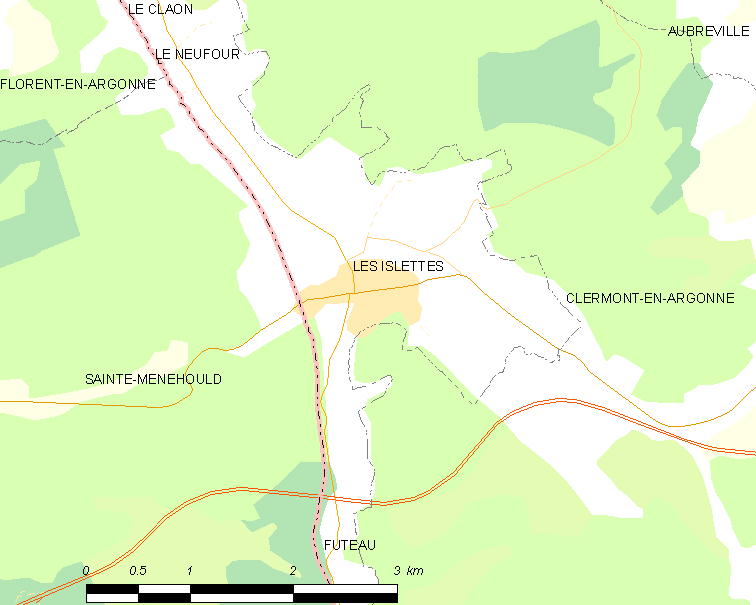
莱西莱特的OSM定位图

莱西莱特的时区为UTC+01:00、UTC+02:00（夏令时）。

## 行政
莱西莱特的邮政编码为55120，INSEE市镇编码为55253。

## 政治
莱西莱特所属的省级选区为阿戈讷地区克莱蒙县。

## 人口

1962-2008年间莱西莱特人口变化图示

莱西莱特于2022年1月1日时的人口数量为696人。